# Mycetia minor
Mycetia minor är en måreväxtart som beskrevs av Henry Nicholas Ridley. Mycetia minor ingår i släktet Mycetia och familjen måreväxter.
Artens utbredningsområde är Sumatera. Inga underarter finns listade i Catalogue of Life.